# Allgemeine jüdische Rundschau
Die Allgemeine jüdische Rundschau war eine deutschsprachige jüdische Wochenzeitung, die von 1907 bis 1911 in Budapest im Königreich Ungarn in der Habsburgermonarchie erschienen ist. Die von Leopold Lebowitsch und später von Konrad Holländer herausgegebene Zeitung vertrat eine konservativ-traditionelle und zionistische Position und lehnte somit die Assimilation der europäischen Juden ab, grenzte sich jedoch vom Chassidismus ab. Thematisiert wurden die zeitgenössische Religions- und Konfessionspolitik sowie jüdische Kultur und Religion mit einem besonderen Schwerpunkt auf der Auslandsrundschau und der Palästina-Frage. Die teils überaus freimütig formulierten, nicht selten polemischen Leitartikel verleihen der Allgemeinen jüdischen Rundschau einen besonderen historischen Wert als Quelle zu zeitgenössischen innerjüdischen Debatten und Kontroversen.

„Es ist nicht lange her, da haben noch jüdische Demagogen, Laien und "Priester", den Abfall propagiert, indem sie verkündet, dass nur die väterliche Religion in ererbter Reinheit die Verwirklichung der ersehnten Menschenverbrüderung hemmt und aufhält. (...) Sie waren falsche Propheten, die so prophezeiten. (...) Es werden viele Heilmittel gepriesen gegen den Verfall unseres Volkes. Wir denken aber, nur eins kann uns helfen: die vollständige Rückkehr zum alten Judentum. (...) Aber wir denken daran, dass selbst den verständigen Teil der gesetzes- und traditionstreuen Judenheit mit Recht der Vorwurf trifft, dass aus seinem Bewusstsein einer der wichtigsten Gedanken des Judentums, der Gedanke der jüdischen Zusammengehörigkeit, fast verschwunden ist. Die stürmende und drängende Epoche der Emanzipation und des "Fortschritts", mit ihren schädlichen Begleiterscheinungen, den Reform- und Assimilationsbestrebungen haben es bewirkt, dass der in Gesetz und Tradition begründete Gedanke der Volkszusammengehörigkeit in den zersprengten Resten des jüdischen Volkes erblasst ist.“